# Unità Shaldag
L'Unità Shaldag (in ebraico: שלדג, Jechidat Shaldag in italiano: Unità Martin pescatore), nota anche come Unità 5101, è un'unità d'élite di commando dell'aeronautica militare israeliana Heyl Ha'Avir. La Shaldag è stata fondata nel 1974, dopo la Guerra dello Yom Kippur, da Muki Betzer, un veterano della Sayeret Matkal che ha portato con sé diversi veterani di Matkal. Inizialmente l'unità ha iniziato ad operare come una compagnia di riserva di Sayeret Matkal, poi è stata infine trasferita all'aeronautica militare israeliana.
La missione della Shaldag è quella di implementare le sue truppe e passare inosservata in ambienti ostili e di combattimento per svolgere speciali missioni di ricognizione, stabilire zone di lancio e operare vicino a aeroporti, eseguire azioni di controllo del traffico aereo e operazioni di comando dietro le linee nemiche. Lo Shaldag opera dalla base aerea di Palmachim. I suoi soldati portano fucili d'assalto M16 o carabine M4 e sono equipaggiati con il lanciagranate M203. Per svolgere missioni speciali, sono armati con pistole Glock 17 9x19mm e fucili di precisione Mauser SR 82 / 66.2.

## Reclutamento e formazione
Gli operatori delle unità Shaldag attraversano una fase di addestramento più lunga rispetto a qualsiasi altra unità dell'IDF, l'addestramento dei commando dura 22 mesi e il loro addestramento pone un'enfasi particolare sulla navigazione. L'addestramento consiste in diverse fasi, con esercizi di navigazione tra ogni fase, gli esercizi sono stati progettati per fornire una vasta esperienza di navigazione. Allo stesso modo, si svolgono lunghe marce militari trasportando attrezzature pesanti. Le diverse fasi della formazione sono:
- 6 mesi di addestramento di fanteria di base e avanzato.
- 1 corso di paracadutismo presso la scuola di paracadutismo dell'Aeronautica Militare.
- 1 corso antiterrorismo presso la scuola antiterrorismo dell'Aeronautica Militare.
- Esercizi di navigazione ed orientamento a terra.
- Cooperazione aria-terra e operazioni aviotrasportate.
- Formazione d'addestramento e d'intelligence.
- Formazione specializzata per quei membri dell'unità che sono stati designati come paramedici e cecchini.